# Nacip Raydan
Nacip Raydan este un oraș în Minas Gerais (MG), Brazilia.